# ديلان فرنسيس
ديلان هارت فرانسيس (Dillon Hart Francis) من مواليد 5 أكتوبر 1987 . هو دي جي و منتج أمريكي مصنف في المركز 64 في التصنيف العالمي للدي جي لسنة 2016 الصادر عن مجلة دي جي .

## روابط خارجية
- ديلان فرنسيس على موقع IMDb (الإنجليزية)
- ديلان فرنسيس على موقع ميوزك برينز (الإنجليزية)
- ديلان فرنسيس على موقع رولينغ ستون (الإنجليزية)
- ديلان فرنسيس على موقع أول ميوزيك (الإنجليزية)
- ديلان فرنسيس على موقع ديسكوغز (الإنجليزية)
- ديلان فرنسيس على موقع قاعدة بيانات الفيلم (الإنجليزية)